# Евдокија Декаполитиса
Евдокија Декаполитиса (грчки: Εὐδοκία ἡ Δεκαπολίτισσα; умрла после 867.) је била византијска царица, супруга Михаила III Аморејца. 

## Биографија
Михаило III је наследио престо 842. године, када је имао само две године. Његова мајка Теодора и Теоктист управљали су Византијом као регенти. Године 855. Михаило је напунио 15 година. Тада је упознао своју прву љубавницу, Евдокију Ингерину, која ће се касније удати за Василија I. Теодора није одобравала ову везу, већ је организовала избор младе за свог сина. Декаполитиса се по први пут помиње у изворима у тренутку удаје за Михаила. Њено порекло и ранији живот нису познати. Вероватно је била угледног порекла. Теодора је и сама изабрана на оваквој свечаности од своје свекрве Еуфросине. Михаило је, међутим, игнорисао своју супругу и наставио недозвољену везу са Евдокијом Ингерином. Ово неслагање довело је до сукоба. Михаило је организовао убиство Теоктиста и смену своје мајке Теодоре. У завери је имао подршку свога ујака Варде Мамиконијана. Почетком 856. године Михаило је своје сестре послао у манастире. Теодора је 15. марта 856. године лишена титуле августе. Неколико година касније приморана је, као и њене ћерке, да се замонаши. Положај Евдокије Декаполитисе у овим догађајима је непознат. Она је остала византијска царица све до убиства Михаила од стране Василија Македонца 23-24. септембра 867. године. Као удовица, вратила се својим родитељима. Надаље јој се у изворима губи траг. 